# Solebury
Solebury  è una township degli Stati Uniti d'America, nella contea di Bucks nello Stato della Pennsylvania. Secondo il censimento del 2010 la popolazione è di 8.692 abitanti.

## Società

### Evoluzione demografica
La composizione etnica vede una maggioranza di quella bianca (94,3%), seguita dagli asiatici (2,9%) dati del 2010.
| township di Solebury Popolazione |       |
| 2000                             | 7.743 |
| 2010                             | 8.692 |